# ダニー・マクファーレン
ダニー・マクファーレン（Danny McFarlane, 1972年2月14日 - ）は、ジャマイカの陸上競技選手である。国際大会の個人種目やリレーで数多くのメダルを獲得した選手である。シドニーオリンピック、アテネオリンピックでも銀メダルを獲得している。

## 主な実績
| 年   | 大会                               | 場所                         | 種目         | 結果 | 記録      |
| ---- | ---------------------------------- | ---------------------------- | ------------ | ---- | --------- |
| 1995 | 世界陸上選手権                     | イェーテボリ（スウェーデン） | 4×400mリレー | 銀   | 2分59秒88 |
| 1997 | 世界陸上選手権                     | アテネ（ギリシャ）           | 4×400mリレー | 銅   | 2分56秒75 |
| 1999 | パンアメリカン競技大会             | ウィニペグ（カナダ）         | 4×400mリレー | 金   |           |
| 1999 | 世界陸上選手権                     | セビリャ（スペイン）         | 4×400mリレー | 銅   | 2分59秒34 |
| 2000 | オリンピック                       | シドニー（オーストラリア）   | 400m         | 8位  | 45.55秒   |
| 2000 | オリンピック                       | シドニー（オーストラリア）   | 4×400mリレー | 銀   | 2分58秒78 |
| 2001 | 世界室内陸上選手権                 | リスボン（ポルトガル）       | 400m         | 銅   | 46.74秒   |
| 2001 | 世界室内陸上選手権                 | リスボン（ポルトガル）       | 4×400mリレー | 銅   | 3分5秒45  |
| 2001 | 世界陸上選手権                     | エドモントン（カナダ）       | 4×400mリレー | 銅   | 2分58秒39 |
| 2003 | 世界室内陸上選手権                 | バーミンガム（イギリス）     | 4×400mリレー | 金   | 3分4秒21  |
| 2003 | 世界陸上選手権                     | パリ（フランス）             | 4×400mリレー | 銀   | 2分59秒60 |
| 2003 | IAAFワールドアスレチックファイナル | モンテカルロ（モナコ）       | 400mハードル | 銅   | 48.66秒   |
| 2004 | オリンピック                       | アテネ（ギリシャ）           | 400mハードル | 銀   | 48.11秒   |

## 自己ベスト
- 400m - 44秒90 (1995年)
- 400mハードル - 48秒00 (2004年)